# Gottfried Wilhelm Leibniz
Gottfried Wilhelm Leibniz, znany także pod nazwiskiem Leibnitz (ur. 21 czerwca?/1 lipca 1646 w Lipsku, zm. 14 listopada 1716 w Hanowerze) – niemiecki polihistor: prawnik, dyplomata, historyk i bibliotekarz, zajmujący się też filozofią, matematyką, fizyką teoretyczną i inżynierią mechaniczną; doktor prawa i filozofii, przez większość kariery zatrudniony na dworze Księstwa Hanoweru.
Leibniz jest znany głównie jako filozof i matematyk – klasyk racjonalizmu oraz jeden z pionierów analizy matematycznej, tworzący niezależnie od Isaaca Newtona.
Założył również Elektorskie Brandenburskie Towarzystwo Naukowe, potem znane pod wieloma innymi nazwami. Jedna z nich to „Pruska Akademia Nauk". Leibniz został pierwszym prezesem tego towarzystwa. Reaktywowane w roku 1992 jako Berlińsko-Brandenburska Akademia Nauk.
Bywa zaliczany do przedstawicieli epoki oświecenia.

## Życiorys

### Pochodzenie i dzieciństwo
Urodził się 1 lipca 1646 r. w Lipsku. Był synem profesora Uniwersytetu Lipskiego Friedricha Leibniza i Catharine Schmuck. W dniu jego narodzin, ojciec zapisał w dzienniku następujące słowa:
„W niedzielę 21 czerwca 1646 roku, kwadrans przed siódmą wieczorem, w Wodniku, przyszedł na świat mój syn Gottfried Wilhelm”.
(Data urodzenia podana przez ojca zgodnie z kalendarzem juliańskim).
Ochrzczony został 3 lipca tego samego roku w kościele im. Mikołaja w Lipsku. Jego ojcem chrzestnym został luterański teolog Martin Geier. Ojciec Leibniza zmarł, gdy ten miał 6 lat i od tamtej pory był wychowywany jedynie przez matkę.
Friedrich Leibniz był profesorem filozofii na Uniwersytecie w Lipsku, a jego syn odziedziczył po nim całą kolekcję książek, składającą się na pokaźnych rozmiarów bibliotekę. Dzięki temu od najmłodszych lat mógł zgłębiać wysublimowaną wiedzę i czytać o wybitnych jednostkach filozoficznych. Również dzięki oczytaniu Leibniz nauczył się biegle języka łacińskiego już w wieku 12 lat, ponieważ większość publikacji była napisana w tym języku.

### Wykształcenie
Jego ojciec umarł w 1652, zostawiając mu bogatą bibliotekę gdzie rozpoczął swoją naukę. Wstępując na uniwersytet miał zaledwie 14 lat. W grudniu 1662 ukończył studia z filozofii broniąc swojej pracy pod tytułem: Disputatio Metaphysica de Principio Individui. Tytuł magistra filozofii Leibniz otrzymał 7 lutego dwa lata później obroną Specimen Quaestionum Philosophicarum ex Jure collectarum. Następnie zdecydował się na studia prawnicze i 28 września 1665 roku otrzymał tytuł licencjata. Na początku 1666 roku Leibniz napisał swoją pierwszą książkę De Arte Combinatoria, której pierwsza część stanowiła jego pracę habilitacyjną z filozofii obronioną w marcu 1666 roku. Po tym osiągnięciu zdecydował się na kontynuację studiów prawniczych, a jego celem było uzyskanie stopnia doktora, jednak Uniwersytet w Lipsku odrzucił jego wniosek i odmówił przyznania mu doktoratu z prawa, najprawdopodobniej ze względu na jego młody wiek.
Wyjechał zatem z rodzinnego miasta i zapisał się na Uniwersytet w Altdorfie, gdzie w listopadzie 1666 roku otrzymał doktorat z prawa. Odrzucił natomiast propozycję mianowania akademickiego, tłumacząc: „moje myśli skierowały się w zupełnie innym kierunku”.

### Kariera badawcza
Jego pierwszym etatowym stanowiskiem był sekretarz towarzystwa alchemicznego w Norymberdze. Następnie Johann Christian von Boyneburg zatrudnił go jako swojego asystenta. W 1669 roku Leibniz został mianowany asesorem Sądu Apelacyjnego. Pełnił tę funkcję do roku 1674.
Po powrocie do rodzinnego Lipska, przez jakiś czas pracował na uniwersytecie, ale praca ta nie satysfakcjonowała go. Został wysłany na dwór Ludwika XIV (którego usiłował skłonić do wyprawy do Egiptu oraz do Londynu). Swój pobyt w Paryżu (1672-1676) wykorzystał także dla spraw naukowych, nawiązując kontakty z francuskimi uczonymi. Spotkał wtedy Christiaana Huygensa, dzięki któremu, uświadomił sobie, ze jego wiedza z matematyki i fizyki mogłaby być na wyższym poziomie. Na ten czas przypada wynalezienie przez niego rachunku różniczkowego i całkowego, ogłoszonych w rozprawach: „Acta eroditorum” (1684) i „De geometria recondita et analysi indivisibilium atque infinitorum” (1686).
Gdy książę Hanoweru, Jerzy Ludwik, rozpisał konkurs na swojego osobistego asystenta, Leibniz zdecydował się wziąć w nim udział. Po jego wygraniu stał się wieloletnim asystentem księcia, którą to funkcję sprawował aż do śmierci. Od roku 1677 sprawował obowiązki bibliotekarza, doradcy prawnego i historiografa przy dworze hanowerskim. W tym okresie napisał: „Codex iuris gentium diplomaticus” (1693–1700), „Accesiones historicae” (1698–1700), „Scriptores rerum Brunsvicensium illustrationi inservientes” (1707–1711). Pełnił też rolę nauczyciela dzieci księcia oraz jeździł po całej Europie z tajnymi misjami dyplomatycznymi. Dzięki licznym podróżom i wizytom na dworach całej Europy miał okazję poznać większość ważniejszych filozofów i naukowców swoich czasów.
Wolny czas poświęcał na samokształcenie i doskonalenie swojej wiedzy z zakresu matematyki, logiki, filozofii, rachunku różniczkowego, historii, teologii i dyplomacji.
Przyjaźnił się z Baruchem Spinozą. Jego wielkimi adwersarzami byli między innymi:
- Wolter (Kandyd jest satyrą, która wyśmiewa ideę najlepszego z możliwych światów),
- Newton, z którym prowadził publiczny spór o to, kto jest twórcą rachunku różniczkowego.

Stosunki z misjami jezuickimi wykorzystał dla studiów etymologicznych („Collectanea etymologica”, 1717). Pracował również nad pojednaniem Kościoła katolickiego i protestanckiego („Systema theologicum”, napis. 1686, wyd. 1820). Wpływu swego na królową Zofię Karolinę użył przy zakładaniu Pruskiej Akademii Nauk (1700), której był pierwszym prezesem. Według jego planów Piotr Wielki założył w 1724 roku podobną Akademię w Sankt Petersburgu. Następnie Leibniz przebywał w Wiedniu, gdzie dla księcia Eugeniusza napisał „Principes de la Nature et de la Grâce fondés en Raison – Monadologie”. Następnie powrócił do Hanoweru.
Swej filozofii nie ujął w jednym systematycznym dziele. Z jego dzieł filozoficznych najważniejsze są: „Essai de theodicée sur la bonté de Dieu, la liberté de l’homme et l’origine du mal” (1710), „Monadologie” (1721) i „Nouveaux essais sur l’entendement humain” (1704).

### Śmierć

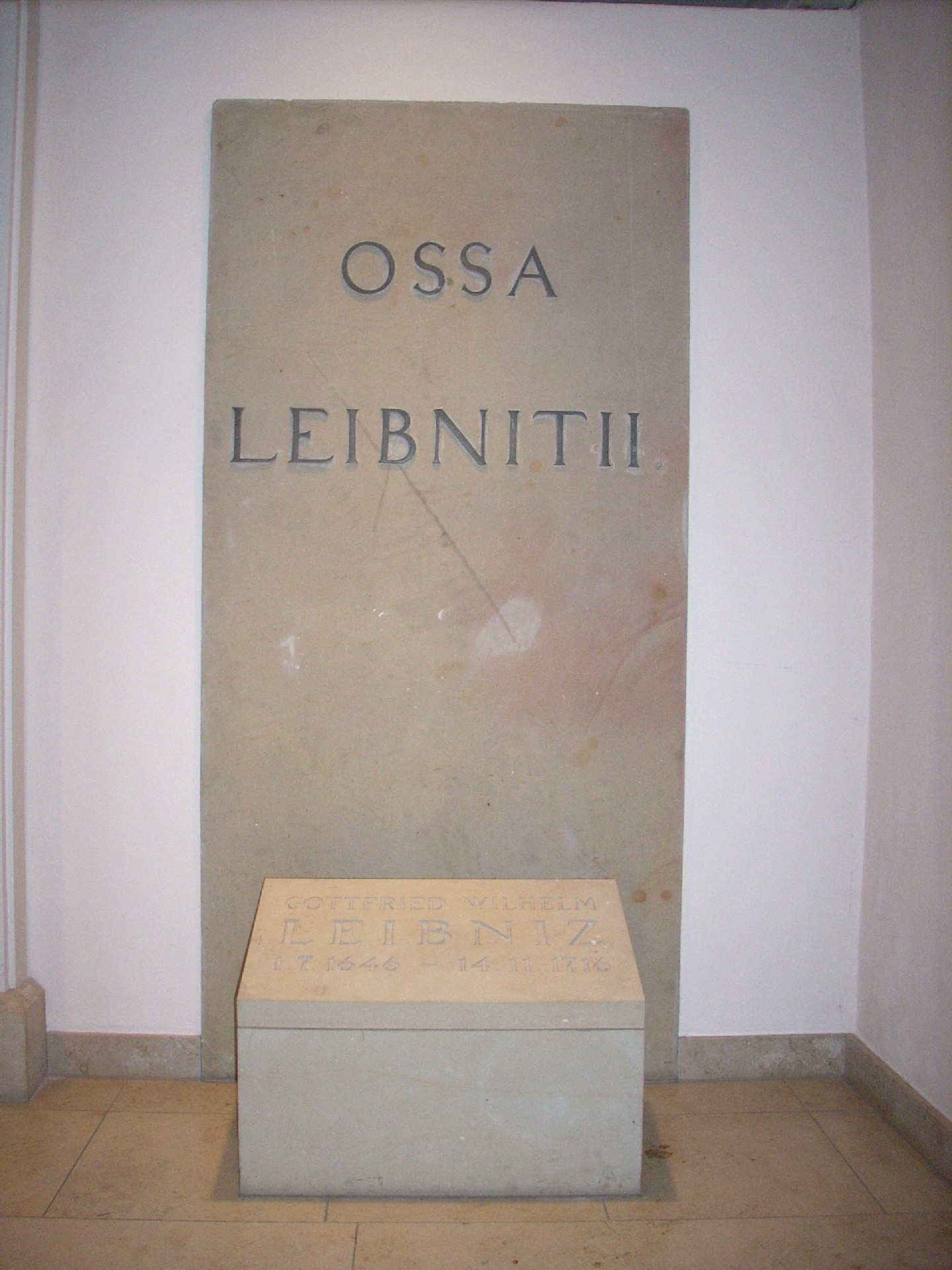
Grób Leibniza w Hanowerze

Zmarł w Hanowerze w 1716 roku, przeżywszy 70 lat. Na jego pogrzeb nie przybył żaden dworzanin, poza jego osobistym sekretarzem. Mimo iż Leibniz był członkiem Towarzystwa Królewskiego oraz Berlińskiej Akademii Nauk, żadna organizacja nie uznała za stosowne, aby uhonorować jego pogrzeb. Grób Leibniza był nieoznakowany przez ponad 50 lat. Swój życiowy dorobek zostawił swojemu jedynemu spadkobiercy – pasierbowi swojej siostry, ponieważ nigdy się nie ożenił, a także nie miał swoich dzieci.

## Filozofia

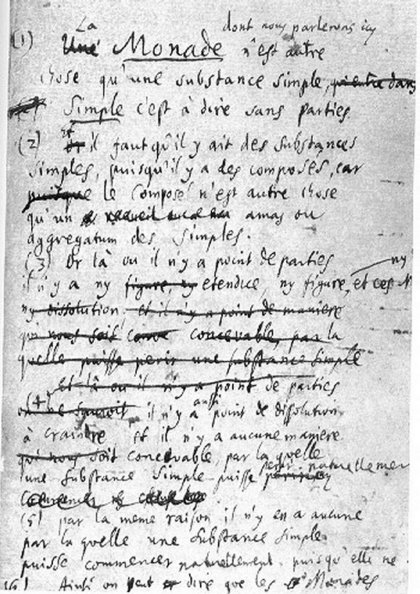
Karta rękopisu Monadologii

W dziedzinie filozofii Leibniz zajmował się zarówno:
- klasycznymi dyscyplinami ogólnymi – logiką, teorią poznania i ontologią z metafizyką,
- tematami bardziej szczegółowymi: filozofią matematyki, filozofią umysłu oraz filozofią religii, a jego rozważania bywają też zaliczane do filozofii przyrody i nauki, zwłaszcza filozofii fizyki[potrzebny przypis].

Jest jednym z czołowych przedstawicieli XVII-wiecznego racjonalizmu, kontynuującym prace Kartezjusza i Spinozy, jak również wcześniejszą tradycję scholastyczną – przez systematyczne stosowanie pierwszych zasad. Jego system filozoficzny – zwany czasem monadologią – był jednym z filarów późniejszej filozofii Kanta, zalążkiem XIX-wiecznej logiki matematycznej i późniejszej logiki modalnej, a także wzorcem dla XX-wiecznej filozofii analitycznej i programu Hilberta. Jego filozofia umysłu bywa uznawana za panpsychiczną. W filozofii religii Leibniz zajmował się między innymi teodyceą – próbą rozwiązania teologicznego problemu zła. Nie tylko bronił koncepcji Stwórcy przed tym kontrargumentem, ale również próbował ją udowodnić przez aprioryczne argumenty jak ontologiczny i kosmologiczny, zadając słynne pytanie: Dlaczego istnieje raczej coś niż nic? Był również prekursorem ruchu ekumenicznego – jako luteranin popierał zbliżenie do katolicyzmu.
Filozofia Leibniza stoi w ścisłym związku z naukowymi badaniami jego czasów.
Jego myślenie filozoficzne wydaje się być fragmentaryczne, ponieważ składa się z wielu pojedynczych artykułów i tekstów, a nie jednego spójnego dzieła. Napisał jedynie dwa pełnowymiarowe traktaty filozoficzne, z czego tylko Teodycea z 1710 roku została opublikowana za jego życia.
W przeciwieństwie do Spinozy, u którego jednostka rozpływa się w jednej boskiej substancji, ogarniającej cały świat, Leibniz jest przeniknięty poczuciem odrębności i wartości jednostki. Świat jest dla niego zbiorowiskiem „monad”, to jest indywidualnych jednostek siły. Jest ich nieskończenie wiele i różnią się między sobą stopniem doskonałości, tak, że nie ma dwóch monad jednakowych. Organizmy są zbiorami monad (np. nasze ciało), a dusza jest tylko monadą centralną.
Leibniz, pomimo wielkiego podziwu dla Spinozy, był przerażony niektórymi jego wnioskami, szczególnie gdy te nie były zgodne z doktryną chrześcijańską.
Monady są niezależne od zewnętrznych wpływów (jak powiada Leibniz, nie mają drzwi ani okien) i na siebie nawzajem nie oddziałują, zaś zgodność pomiędzy poszczególnymi monadami jest wynikiem harmonii przedustawnej (harmonia praestabilita), wprowadzonej przez Boga. Tak jak dwa zegary idą zgodnie, choć na siebie nie oddziałują, bo tak wyregulował je zegarmistrz, tak też przedstawienia i wrażenia (bo na nich polega życie monady) odpowiadają przedstawieniom innych monad nie dlatego, że te na nie oddziałują, ale że Bóg tak urządził, że w chwili, gdy monada A ma przedstawienie a, to monada A1, zna odpowiednie przedstawienie a1.
Świat ten w ten sposób urządzony jest najlepszy z możliwych. Gdyby był możliwy świat lepszy, to Bóg wiedziałby o tym dzięki swej mądrości, a jego dobroć skłoniłaby go do urzeczywistnienia tego lepszego świata.
Leibniz odwoływał się także do siedmiu fundamentalnych zasad filozoficznych:
1. Tożsamość/sprzeczność – jeśli zdanie jest prawdziwe, to jego negacja jest fałszywa.
2. Tożsamość nieodróżnialnych – dwie różne rzeczy nie mogą mieć wszystkich takich samych cech i właściwości.
3. Wystarczający powód – „Musi istnieć wystarczający powód, aby cokolwiek zaistniało, aby zaistniało jakiekolwiek wydarzenie, aby uzyskać jakąkolwiek prawdę”[13].
4. Wstępnie ustalona harmonia – upuszczone szkło pęka, ponieważ „wie”, że uderzyło o ziemię, a nie dlatego, że uderzenie o ziemię „zmusza” szkło do rozbicia.
5. Prawo ciągłości – Natura non facit saltus[14].
6. Optymizm – „Bóg z pewnością zawsze wybiera to, co najlepsze”[13].
7. Pełnia – Leibniz wierzył, że najlepszy ze wszystkich możliwych światów urzeczywistni każdą prawdziwą możliwość, i argumentował w Theodicée, że ten najlepszy ze wszystkich możliwych światów będzie zawierał wszystkie możliwości, a nasze skończone doświadczenie wieczności nie daje żadnego powodu, by kwestionować doskonałość natury[15].

### Teoria poznania – nowa teoria prawdy i przyczyna konieczna
Leibniz zastanawiał się nad tym, jak poprawnie zdefiniować prawdę. Popularna, intuicyjna definicja głosi, że wypowiedź jest prawdziwa, gdy jej zawartość jest adekwatna do rzeczywistości. Adekwatność jest w istocie rodzajem logicznej relacji między wypowiedzią a stanem rzeczywistości. Skoro jest to relacja logiczna, to tak jak wszystkie inne relacje logiczne powinna ona być niezmienna i zależna tylko od zawartości wypowiedzi i „zawartości” rzeczywistości.
Jeśli przyjmie się to założenie, to relacja „adekwatności” staje się klarowna. Dana wypowiedź jest prawdziwa (adekwatna), jeśli w przedmiocie (obiekcie) tego zdania jest zawarte jego orzeczenie (jakaś cecha lub zdarzenie związane z obiektem). Leibniz nazwał tę zasadę regułą koniecznej przyczyny prawdy. Zdaniem Leibniza odrzucenie reguły koniecznej przyczyny prawdy prowadzi do nieuniknionych sprzeczności logicznych.

### Teoria bytu – monady
Tak samo jak Kartezjusz i Spinoza, Leibniz rozwija swoją teorię bytu w formie teorii substancji. Z reguły koniecznej przyczyny wynika, że każdy poszczególny byt musi przez cały czas zawierać całą prawdę o sobie, a zatem jest w sensie absolutnym niezmienny. Nie można z zewnątrz wpłynąć na jego strukturę ani na jego dzieje, bo gdyby można było, nie zawierałby on w którymś momencie całej prawdy o sobie. A zatem świat składa się z bliżej nieustalonej, ale ogromnej liczby całkowicie od siebie odseparowanych i nie wpływających na siebie bezpośrednio bytów, z których każdy jest „całym światem dla siebie samego”. Te poszczególne byty Leibniz nazwał monadami. Dla Leibniza monadą było automatycznie wszystko, co dawało się wyróżnić jako osobny byt. Leibniz stwierdził: „Nie ma nic oprócz monad, albo inaczej – wszystko co istnieje musi być monadą, czyli osobnym bytem, który zawiera w sobie całą prawdę o sobie”.
Monady są zatem „ostatecznymi jednostkami istnienia w przyrodzie”. Mogą się one zmieniać z czasem i wykazywać inne niż na początku cechy, jednak każda monada jest niezmiennie wyjątkowa. Są one ośrodkiem siły, podczas gdy przestrzeń, materia i ruch są jedynie zjawiskami. W przeciwieństwie do atomów, monady nie mają charakteru przestrzennego ani materialnego, są niezależne, a interakcje między nimi są jedynie pozorne.
Wpływ na Leibnitza miały poglądy Anne Conway, angielskiej filozofki racjonalistycznej.

### Konsekwencje teorii monad

#### Praporządek rzeczywistości i dowód na istnienie Boga
Na pierwszy rzut oka koncepcja monad stoi w ostrej sprzeczności z naszym codziennym doświadczeniem, w którym obserwujemy, że jedne rzeczy wpływają na drugie i następują ciągłe zmiany. Leibniz uważał, że te obserwacje są swoistym złudzeniem. Złudzenie to powstaje na skutek tego, że monady nie tworzą przypadkowej mozaiki bytów, lecz istnieje rodzaj „praporządku”, ogólnej struktury wszystkich monad.
Aby to wyjaśnić, Leibniz podawał przykład dwóch dobrze wyregulowanych zegarów stojących w jednym pokoju, które pokazują czas przesunięty o ułamek sekundy. Ktoś nie znający zasady działania zegara, obserwując, że cały czas gdy sekundnik pierwszego zegara wykona jednosekundowe drgnięcie wskazówki, to zaraz za nim drugi zegar robi to samo. Mógłby wyciągnąć z tego wniosek, że ruch pierwszego zegara jest przyczyną – powoduje ruch drugiego. W rzeczywistości jednak oba zegary mają zupełnie niezależne mechanizmy, tyle że ich działanie ktoś dobrze skoordynował. Tak samo jest ze wszystkimi monadami – działają one wspólnie i wydaje się, że wpływają one na siebie wzajemnie, bo ktoś je idealnie „wyregulował” umieszczając w każdej komplementarną do innych monad prawdę o nich samych, warunkujących ich działanie.
Dla Leibniza to rozumowanie było swoistym dowodem na istnienie Boga. Skoro monady są tak ze sobą świetnie skoordynowane, że u każdej z nich wywołuje to wrażenie ciągłości i logiczności wszelkich zdarzeń, to nie może to być przypadkowe i ktoś to musiał celowo uczynić. Tym kimś jest Bóg. Bóg też jest monadą – ale monadą szczególną – będącą ostateczną przyczyną i celem istnienia pozostałych monad.
Dowód na istnienie Boga Leibniz zawarł w Théodicée, gdzie doszedł do wniosku, że pierwszą racją wszystkich rzeczy jest Bóg, którego nazwał monas monadum.

#### Świat jedyny i najlepszy z możliwych
Z koncepcji praporządku świata wynika najsłynniejsza teza Leibniza. Skoro monady są preuporządkowane przez Boga, to wszystkie zależności między nimi są koniecznościami wynikającymi z tego preuporządkowania. Poszczególne monady mogą mieć złudzenie, że wpływają na swój los, „robiąc” to lub owo, lecz w rzeczywistości są one „zaprogramowane” do tych działań i nie mogą uczynić nic innego. A zatem istniejący świat jest jedynym możliwym, wynikającym z boskiego preuporządkowania. Każda monada zawiera w sobie instrukcje, które kierują nią i pozwalają na robienie czegoś w określony sposób.
Można sobie co prawda wyobrazić inaczej preuporządkowany świat, ale z pewnością nie byłby on już tak doskonały, gdyż Bóg jako monada „naczelna”, wszechmocna i wszechwiedząca, na pewno preuporządkował świat najlepiej, jak było można. A zatem nasz świat jest jednocześnie jedynym możliwym i najdoskonalszym ze wszystkich światów do pomyślenia, ponieważ Bóg nie stworzyłby świata niedoskonałego.
Leibniz twierdził, że prawdy filozoficzne i religijne nie mogą sobie zaprzeczać, ponieważ rozum i wiara, są darami Bożymi, także ich wzajemne wykluczanie byłoby oznaką, że Bóg walczy sam przeciwko sobie. Zatem, ponieważ te dwa elementy musza być zawsze ze sobą zgodne, każda zasada wiary, której rozum nie może obronić, powinna zostać odrzucona. Następstwem takiego podejścia, było odniesienie się do jednego z głównych zarzutów wobec chrześcijaństwa – dlaczego skoro Bóg jest wszechmogący i najwspanialszy, to jakim cudem zło przyszło na świat? Leibniz na to pytanie odpowiadał jednoznacznie: Bóg jest oczywiście nieograniczony w swej mocy i sile, jednak stworzone przez niego byty ludzkie takiej siły nie posiadają i są ograniczone z wielu stron, toteż maja skłonność do fałszywych osądów i podejmowania błędnych decyzji. Bóg nie zadaje ludziom cierpienia, jednak dopuszcza zarówno zło moralne (grzech), jak i zło fizyczne (ból) jako konieczne konsekwencje zła metafizycznego (niedoskonałości). Jest to ośrodek monitorowania i sprawdzania przez ludzi czy ich poczynania są dobre czy złe, dzięki czemu mogą korygować i naprawiać swoje błędy. W ten sposób Leibniz łączy swoją wiedzę filozoficzną z wiarą chrześcijańską, tworząc byt nierozerwalny. Takie podejście było motywowane przede wszystkim głęboką wiarą. Twierdził on także, że natura ludzka jest doskonała sama w sobie, gdyż stworzona została przez Najwyższego.
Ponadto, chociaż ludzkie działania wynikają z uprzednich przyczyn, które ostatecznie powstają w Bogu i dlatego są znane Bogu jako metafizyczne pewniki, wolna wola jednostki funkcjonuje w ramach praw naturalnych, gdzie wybory są jedynie przypadkowym elementem, o których decyduje „cudowna spontaniczność”, która zapewnia jednostkom ucieczkę od rygorystycznej predestynacji.

#### Czas i przestrzeń relacyjne
Konsekwencją teorii monad było też to, że czas i przestrzeń nie istnieją w sensie absolutnym, lecz są złudzeniami, jakie miewają poszczególne monady – a ściśle biorąc, są tylko formą niezmiennych, logicznych zależności, jakie występują między monadami. Skoro bowiem każda z monad zawiera w sobie całą prawdę o sobie samej, to w sensie absolutnym są one niezmienne i w każdej dowolnej chwili jednakowe.
Skoro istnieją tylko monady i są one w każdej chwili takie same, to poszczególne chwile nie różnią się między sobą. Następuje tylko zmiana logicznych relacji między monadami, wynikająca z ich wewnętrznej, preuporządkowanej dynamiki, która tworzy wewnątrz monad świadomych swojego istnienia złudzenie występowania logicznego ciągu zdarzeń nazywanego czasem.
Podobnie jest z przestrzenią – istnieją tylko monady, między którymi istnieją logiczne zależności wynikające z ich preuporządkowania. Między monadami niczego nie ma, bo i być nie może – przestrzeń to tylko złudzenie tworzone przez szczególny rodzaj preuporządkowania – mianowicie preuporządkowanie geometryczne.
Innymi słowy Leibniz uznawał relacyjną koncepcję przestrzeni i czasu, krytykując poglądy Newtona.
Myśl symboliczna
Leibniz uważał, że ludzkie postępowanie można sprowadzić do pewnego rodzaju działania matematycznego i w ten sposób rozwiązać wiele problemów:
„Jedynym sposobem na poprawienie naszych rozumowań jest uczynienie ich tak namacalnymi jak rozumowania matematyków, abyśmy mogli na pierwszy rzut oka znaleźć nasz błąd, a gdy są spory między osobami, możemy po prostu powiedzieć: Obliczmy [rachunek], bez zbędnych ceregieli, aby zobaczyć, kto ma rację”.
Uważał, że symbole są ważne dla ludzkiego zrozumienia. Zamiłowanie Leibniza do symboli oraz przekonanie, że są one niezbędne do funkcjonowania logiki i matematyki, uczyniły z niego prekursora semiotyki.
Logika
Został uznany za jednego z najważniejszych logików między Arystotelesem a Gottlobem Frege. Leibniz przedstawił główne założenia, między innymi tego, co obecnie nazywamy koniunkcją, negacją czy tożsamością. Zasady logiki według niego sprowadzają się przede wszystkim do dwóch punktów:
1. Wszystkie nasze idee składają się z mniejszych idei, które tworzą alfabet myśli ludzkiej.
2. Z prostych pomysłów wychodzą złożone idee, poprzez symetryczną kombinację podobną do mnożenia arytmetycznego.

Za jego życia nie został opublikowany żaden tekst na temat logiki. Większość z notatek to jedynie brudnopisy i wersje robocze.

## Wkład w nauki szczegółowe i technikę
Wiele tekstów Leibniza jest obecnie komentowana i ponownie analizowana, ze względu na jego możliwe odkrycia, które nie zostały udowodnione wcześniej.
Matematyka
W matematyce wsławił się nie tylko przez projekt matematyzacji logiki. To przede wszystkim pionier analizy – konkretniej rachunku różniczkowo-całkowego – tworzący równolegle do Newtona i prawdopodobnie niezależnie od niego. Perspektywa Leibniza na analizę była inspiracją dla Abrahama Robinsona do stworzenia analizy niestandardowej opartej na liczbach hiperrzeczywistych. Miał też wkład do algebry i geometrii.
Jako inżynier i wynalazca był twórcą jednego z pierwszych kalkulatorów mechanicznych – prototypu późniejszych arytmometrów, zwanego ławą liczącą. Leibniza można uznać za jednego z wizjonerów i inspiratorów informatyki – wierzył, że można zautomatyzować nie tylko obliczenia arytmetyczne, ale dzięki odpowiedniemu językowi (kodowaniu) także przetwarzanie innych informacji, inne wnioskowania i rozstrzyganie ogólnych problemów, nie tylko matematycznych.
Fizyka
W fizyce zajmował się mechaniką klasyczną, antycypując pojęcie energii kinetycznej, zasadę zachowania energii i wariacyjną zasadę stacjonarnego działania. Jego relacyjna koncepcja przestrzeni i czasu jest ideą filozoficzną, jednak znalazła odzwierciedlenie w ściśle fizycznych postulatach jak zasada Macha.
Przyczynił się w znacznym stopniu do dyskusji na temat statyki i dynamiki, nie zgadzając się z Kartezjuszem i Newtonem. Opracował nową teorie ruchu opartą na energii kinetycznej i energii potencjalnej, która zakładała, że przestrzeń jest względna, podczas gdy Newton był głęboko przekonany, że przestrzeń jest absolutna. Ważnym przykładem zaangażowania Leibniza w zakres fizyki jest jego Specimen Dynamicum (1695).
Inne nauki przyrodnicze
Twierdząc, że Ziemia ma stopniowy rdzeń, przewidział współczesne teorie geologii.
Psychologia
Wydaje się niedocenionym pionierem psychologii. W swoich rozważaniach podejmował tematy, które obecnie stanowią ważny element nauk psychologicznych. Pisał między innymi o: uwadze i świadomości, pamięci, uczeniu się, kojarzeniu, motywacji, indywidualności.
Nauki społeczne
W dziedzinie zdrowia publicznego postulował utworzenie medycznego organu administracyjnego, mającego kompetencje z zakresu epidemiologii i weterynarii. W polityce gospodarczej proponował reformy podatkowe i narodowy program ubezpieczeń. W socjologii przyczynił się po części do późniejszej teorii komunikacji.

W pracy Wybór króla w Polsce (inny tytuł Wzorzec dowodów politycznych) (1659) rozważał problematykę właściwych rządów w Rzeczypospolitej Obojga Narodów.
Filologia
Leibniz bardzo sumiennie studiował języki. Interesowało go słownictwo i gramatyka. Obalił przekonanie, szeroko rozpowszechnione w jego czasach przez chrześcijańskich uczonych, że hebrajski był pierwotnym językiem rodzaju ludzkiego. Zastanawiał się także nad pochodzeniem języków słowiańskich. Interesował się tradycyjnym językiem chińskim. Był znawcą języka sanskryckiego.

## Najważniejsze dokonania

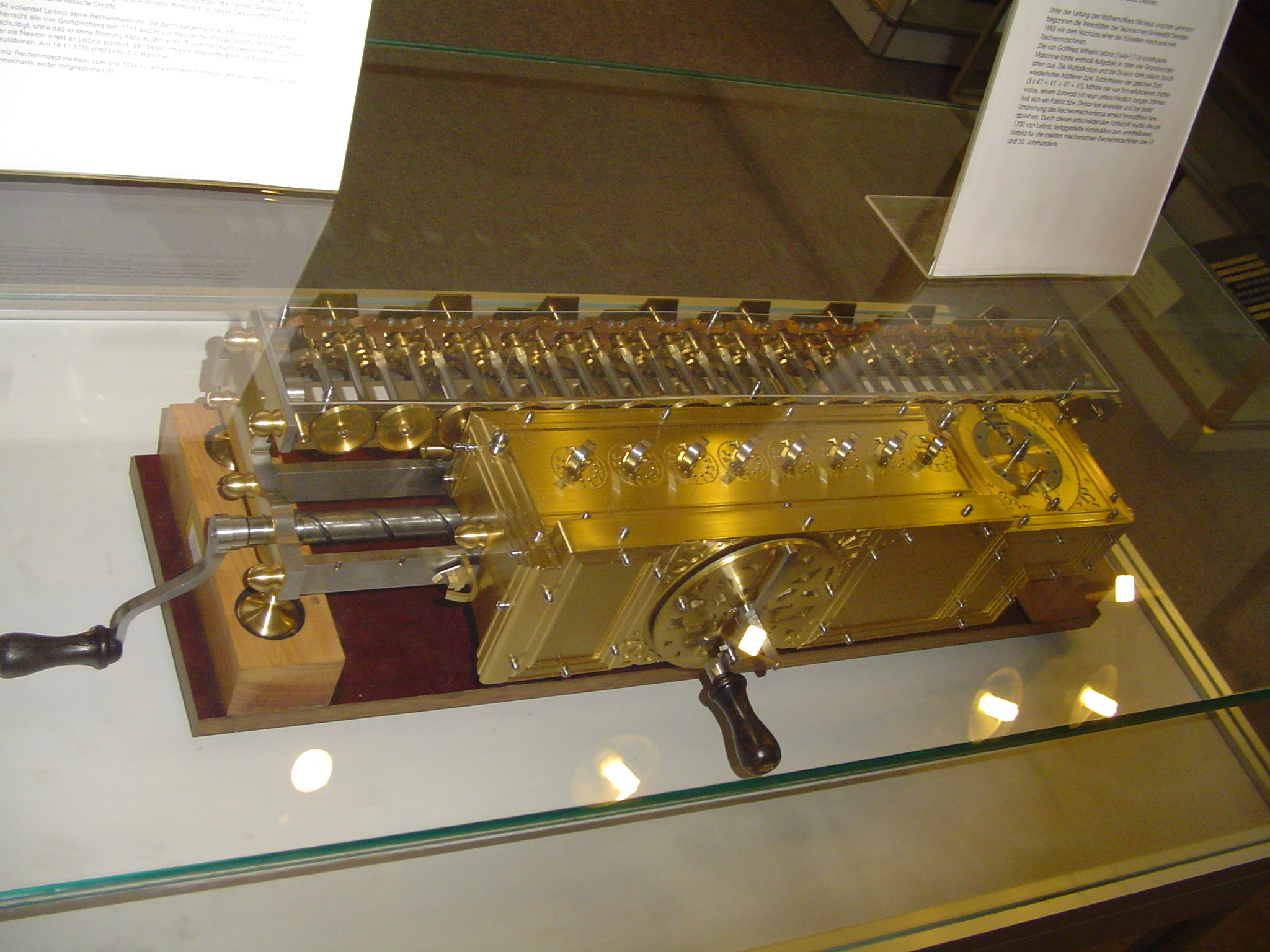
Maszyna licząca Leibniza

- W filozofii starał się rozwinąć myśli Kartezjusza, wprowadzając pojęcie monad, rozwiązać dylemat dualizmu systemu kartezjańskiego.
- W matematyce, niezależnie od Newtona, stworzył rachunek różniczkowy, przy czym jego notacja tego rachunku okazała się praktyczniejsza.
- Podał pojęcie całki jako sumy nieskończonej liczby różniczek i wprowadził jej symbol.
- Jako inżynier-mechanik Leibniz zajmował się konstrukcją zegarów, maszyn wydobywczych i zbudował jedną z pierwszych mechanicznych maszyn liczących.
- Oprócz tego, jako wieloletni bibliotekarz księcia Hanoweru opracował wciąż powszechnie stosowany w bibliotekach uniwersyteckich na całym świecie system katalogowy, zwany dzisiaj klasycznym, numerycznym systemem katalogów rzeczowych.

## Recepcja (odbiór)

### Za życia
Ze współczesnych Leibnizowi filozofów największymi jego krytykami byli Wolter oraz Isaac Newton. Mimo to sporo słabo zrozumianych za jego życia koncepcji zawartych w teorii monad było potem rozszerzanych i pogłębianych przez późniejszych filozofów. David Hume rozwinął wątek niemożności rozróżnienia zachodzenia relacji przyczynowo-skutkowych od przypadkowych następstw czasowych zdarzeń, zaś Immanuel Kant rozwinął teorię, według której czas i przestrzeń nie są obiektywnymi cechami świata materialnego, tylko wewnętrzną formą poznania.
Z Leibnizem korespondował m.in. polski uczony Adam Adamandy Kochański. Dyskutowali zarówno sprawy naukowe, jak i polityczne.

## Upamiętnienie

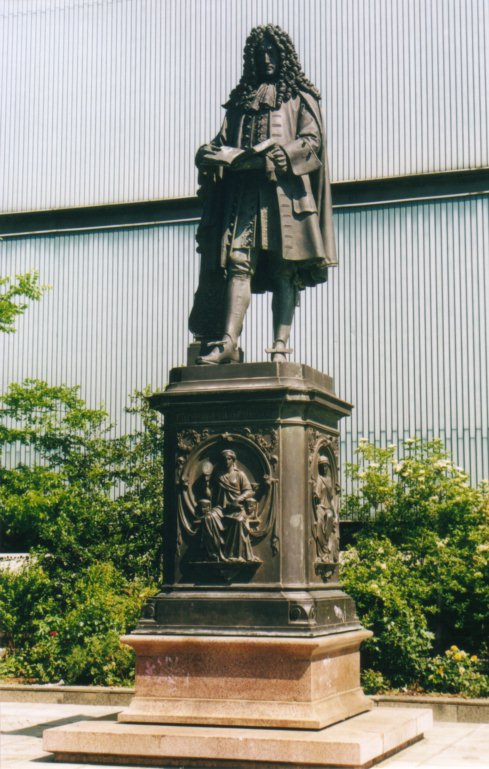
Pomnik Leibniza w rodzinnym Lipsku

### Nazewnictwo
- Od 24 listopada 1961 ulica w Warszawie, na terenie obecnej dzielnicy Bemowo, nosi nazwę ulicy Gottfrieda Leibniza[29].
- Uniwersytet Hanowerski jest nazwany od Leibniza.
- W 1985 roku rząd niemiecki utworzył Nagrodę Leibniza, która oferuje rocznie 1,55 miliona euro za osiągnięcia eksperymentalne i 770 000 za wyniki teoretyczne. Była to największa nagroda za osiągnięcia naukowe przed Nagrodą Fundamental Physics[potrzebny przypis].
- Uczonego upamiętniono nazwą planetoidy: (5149) Leibniz.
- Firma Bahlsen stworzyła markę herbatników nazwaną od Leibniza.
- Na jego cześć nadano nazwę rodzajowi roślin z rodziny astrowatych – lajbnicji Leibnitzia[30].

### Sztuka
- Leibniz występuje w powieści Adama Ehrlicha Sachsa Organy Zmysłu.
- W rodzinnym Lipsku postawiono mu pomnik.